# Girondische Glattnatter
Die Girondische Glatt- oder Schlingnatter (Coronella girondica) ist eine ungiftige, in Europa und Nordwestafrika verbreitete Schlange. Sie ist dämmerungs- und nachtaktiv, erbeutet hauptsächlich Reptilien und gilt nicht als aggressiv.

## Merkmale
Wie auch die anderen Vertreter der Gattung der Glatt- oder Schlingnattern zeichnet sich die Girondische Glattnatter durch glatte, vor allem am Kopf glänzende Körperschuppen aus. Der relativ kleine Kopf ist kaum von Hals abgesetzt, die Augen haben runde Pupillen und die Schnauze ist deutlich abgerundet. Eine Schlange dieser Art erreicht in der Regel eine Körperlänge von unter 70 Zentimeter, es sind aber auch bis zu 80 Zentimeter möglich. Sie ist damit etwas länger aber auch schmaler als die ebenfalls in Europa vorkommende Schlingnatter (C. austriaca). Im Gegensatz zu dieser beißt sie in der Regel nicht zu, wenn sie ergriffen wird. Die Grundfarbe Girondischer Glattnattern variiert von grau über lehmfarben bis rotbraun, der Rücken wird von unregelmäßigen Querbinden überzogen. Der Bauch kann marmoriert sein, eine Zeichnung kann hier aber auch fehlen. Die Körperzeichnung ist vor allem bei männlichen Tieren stark ausgeprägt und verliert sich mit zunehmendem Alter. Jungtiere sind daher kontrastreicher als ältere Tiere. Am Kopf finden sich zwei U-förmige Zeichnungen: Eine zur Schnauze hin offene Zeichnung im Nacken sowie eine zum Körper hin offene Binde zwischen den Augen. Manchmal findet sich unter dem Auge eine kleine, senkrecht dem Maul zulaufende dunkle Linie. Die Schuppen dieser Art sind glatt und ungestielt.
| Schuppentyp                 | Ausprägung                                                         |
| --------------------------- | ------------------------------------------------------------------ |
| Schnauzenschild             | von oben kaum sichtbar selten zwischen Zwischennasenschilde ragend |
| Voraugenschilde             | 1 (manchmal 2)                                                     |
| Hinteraugenschilde          | 2 (manchmal 1 oder 3)                                              |
| Unteraugenschilde           | nicht vorhanden                                                    |
| Oberlippenschilde           | 8 (manchmal 7–9)                                                   |
| Rückenschuppenreihen        | 21 (selten 19) um die Körpermitte                                  |
| Bauchschilde                | 170–200                                                            |
| paarige Unterschwanzschilde | 52–64 (♀) 61–69 (♂)                                                |
| Afterschild                 | in der Regel geteilt                                               |

## Verbreitung und Lebensraum

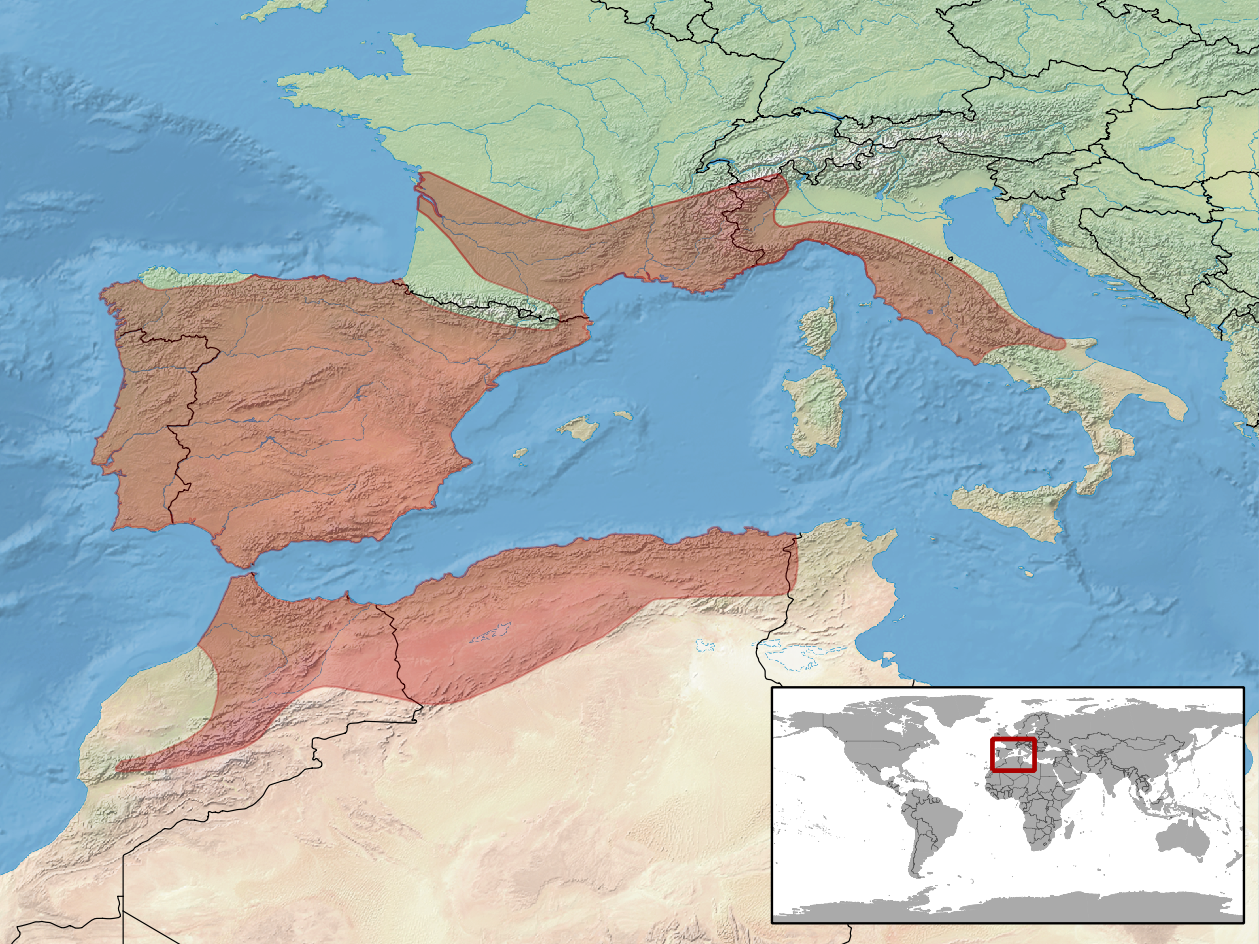
Verbreitungsgebiet nach IUCN

In Europa findet man die Girondische Glattnatter in Spanien, Portugal, Italien und Südfrankreich, in Nordafrika kommt sie in Gebieten in Marokko, Tunesien und Algerien vor.
Sie besiedelt verschiedene Lebensräume, vor allem trockene, warme, steinige Orte mit Gesträuch, ebenso Wegränder, Ödland und Gemäuer. Gemieden werden hingegen Orte mit hoher Feuchtigkeit.
Sie tritt bevorzugt in Ebenen, aber auch in Höhen bis 2150 Meter auf.

## Verhalten
Generell ist diese Art in der Dämmerung oder in der Nacht aktiv. Bei ausreichend niedrigen Temperaturen ist sie auch am Tage zu beobachten, wenn sie als Pirsch- und Lauerjäger Geckos, Skinke, Schleichen und Eidechsen erbeutet und durch Erwürgen tötet. Die girondische Glatt- oder Schlingnatter ist zwar ungiftig und beißt in der Regel nicht, wenn sie von Menschen ergriffen wird, sie stößt aber wiederholt kurze Zischlaute aus und kann ihre Analdrüse entleeren.
Aus den 6 bis 16 im Juni abgelegten Eiern (14 × 19 bis 14 × 25 Millimeter) schlüpfen im August bis September die Jungtiere, die eine Körperlänge von 11 bis 18 Zentimeter erreichen. Mit einem Alter von vier Jahren tritt die Geschlechtsreife ein und während der Paarungszeit kann es zu Kommentkämpfen zwischen den Männchen kommen, bei denen sie sich gegenseitig umschlingen. Verläuft dieser für ein Männchen erfolgreich, kommt es zur Paarung mit einem Weibchen, die über eine Stunde andauern kann und gegebenenfalls mehrfach wiederholt wird.

## Unterart
Für die Girondische Glatt- oder Schlingnatter sind zwei Unterarten beschrieben: In Europa C. g. girondica und in Nordwestafrika C. g. amaliae Boettger, 1881. Diese Aufteilung beruht auf Unterschieden in der Form des Schnauzenschildes, das bei C. g. amaliae größer ist als bei C. g. girondica und zwischen die Zwischennasenschilde reicht. Dieses Merkmal kann aber auch bei der Nominatform auftreten, eine Abtrennung der Unterart C. g. amaliae ist daher umstritten.